# Алоизи Мазелла, Гаэтано
Гаэтано Алоизи Мазелла (итал. Gaetano Aloisi Masella; 30 сентября 1826, Понтекорво, Папская область — 22 ноября 1902, Рим, королевство Италия) — итальянский куриальный кардинал и папский дипломат. Секретарь по делам Восточных Церквей Священной Конгрегации Пропаганды Веры в 1874. Титулярный архиепископ Неокесарии с 22 мая 1877 по 14 марта 1887. Апостольский нунций в Баварии с 5 июня 1877 по 30 сентября 1879. Апостольский нунций в Португалии с 30 сентября 1879 по 25 июня 1883.  Префект Священной Конгрегации индульгенций и священных реликвий с 16 ноября 1887 по 13 февраля 1888. Префект канцелярии экономического планирования Священной Конгрегации Пропаганды Веры и президент общей администрации Палаты расходов с 13 февраля 1888 по 3 октября 1889. Префект Священной Конгрегации обрядов с 3 октября 1889 по 29 мая 1897. Камерленго Священной Коллегии Кардиналов с 11 июля 1892 по 16 января 1893. Апостольский про-датарий с 29 мая 1897 по 22 ноября 1902. Кардинал-священник с 14 марта 1887, с титулом церкви Сан-Томмазо-ин-Парионе с 17 марта 1887 по 16 января 1893. Кардинал-священник с титулом церкви Санта-Прасседе с 16 января 1893.